# Crisi hipotecària de 2007
La crisi de les hipoteques subprime es va començar a estendre pels mercats, principalment, a partir del dijous 9 d'agost de 2007, si bé el seu origen es remunta als anys precedents. Les hipoteques subprime són préstecs hipotecaris concedits a clients de baixa solvència i que, per tant, presenten un risc més elevat de morositat.

## Motius
- En primer lloc, l'enorme increment del preu de l'habitatge als EUA durant els anys que van precedir la crisi va provocar que moltes famílies ampliessin la hipoteca per finançar les vacances o la compra de béns de consum.

- En segon lloc, la gran pujada de tipus d'interès des d'1% el juny del 2003 fins al 5,25% tres anys després va fer cada cop més difícil el pagament de les quotes mensuals de les hipoteques subprime.

Per amortir els efectes de la crisi hipotecària de 2007 i la Crisi de l'habitatge a Catalunya, el govern tripartit de Catalunya a anunciar en 2007 la construcció de 50.000 habitatges protegits, 25.000 de compra i 25.000 de lloguer i ajuts a la rehabilitació de 100.000 pisos, però només es van iniciar 36.000 pisos.
La crisi hipotecària va produir, a partir de setembre de 2008, nombroses fallides financeres, nacionalitzacions bancàries, constants intervencions dels bancs centrals de les principals economies desenvolupades, descensos en les cotitzacions borsàries i un deteriorament de l'economia global real, que ha suposat l'entrada en recessió d'algunes de les economies més desenvolupades.